# 江蕾
江蕾（1952年—），本名江瑩亮，臺灣花蓮人，臺灣女歌手。

## 生平
江蕾姐姐為比她早出道的歌星江薰（白國嘉之妻、白歆惠之母），叔叔江吉雄曾任中視導播與電視節目製作公司麗群影視老闆。在台中二中求學的時候江蕾就喜歡哼哼唱唱，自台中二中畢業後被中視一位導播力薦加入中視。江蕾有著清純淺笑、迷人酒渦，給人感覺恬靜、斯文。1975年，臺灣唱片業選出四大唱片巨星，江蕾與鳳飛飛、甄妮、尤雅齊名。
江蕾前後灌錄了20張唱片，唱紅不少抒情曲，大半是劉家昌的作品。1972年，江蕾是中視節目《星光夜語》主持人之一。1976年，江蕾加入歌林唱片，二年內灌錄了六張唱片。
1978年1月22日，江蕾與浙江籍的鄭統訂婚；同年5月6日江蕾結婚後告別歌壇，最後一次出現的電視節目是中視《蓬萊仙島》。江蕾與鄭統育有一子一女，但兒子21歲時車禍過世。

## 代表作品
| 歌名         | 作詞   | 作曲   | 備註                   |
| ------------ | ------ | ------ | ---------------------- |
| 煙雨斜陽     | 莊奴   | 劉家昌 | 電影《煙雨斜陽》主題曲 |
| 煙雨         |        |        |                        |
| 在水一方     | 瓊瑤   | 林家慶 | 電影《在水一方》主題曲 |
| 初戀的地方   | 孫儀   | 劉家昌 |                        |
| 昨夜夢中相訴 | 瓊瑤   | 林家慶 | 電影《在水一方》插曲   |
| 純純的愛     | 劉家昌 | 劉家昌 | 電影《純純的愛》主題曲 |
| 楓林小雨     | 易鳴   | 劉家昌 |                        |
| 情話綿綿     |        |        |                        |
| 你儂我儂     | 李抱忱 | 李抱忱 | 電影《妳儂我儂》主題曲 |
| 芳草青又青   | 劉家昌 | 劉家昌 |                        |
| 楓林小橋     | 蕭之華 | 林家慶 |                        |